# Сиполс, Вилнис Янович
Ви́лнис Я́нович Си́полс (латыш. Vilnis Sīpols; 1923 — 2002) — советский и российский историк латышского происхождения. Доктор исторических наук, профессор. 

## Биография
В течение 25 лет работал в Министерстве иностранных дел СССР. Автор работ по истории Латвии, внешней политики СССР и международных отношений. С начала 1970-х годов был заведующим сектором Института истории СССР (Института российской истории РАН).
В 1965 году в МГИМО защитил диссертацию на соискание учёной степени доктора исторических наук по теме «Антинародная внешняя политика правящих кругов буржуазной Латвии 1918-1940 гг.»
Поддерживал в своих трудах традиционные советские взгляды на Вторую мировую войну и на её предысторию. Положительно оценивал присоединение стран Балтии к Советскому Союзу в 1940-м году.
В. Я. Сиполс писал обзорные работы по изучению истории внешней политики, а совместно с М. Панкрашовой и В. Сиполс опубликовал книгу «Почему не удалось предотвратить войну. Московские переговоры СССР, Англии и Франции (Документальный обзор)».

## Научные труды
- «Внешняя политика Советского Союза. 1936—1939»
- «Дипломатическая борьба накануне Второй мировой войны»
- «Тайны дипломатические: Канун Великой Отечественной, 1939—1941 гг.»
- «На пути к великой победе. Советская дипломатия 1941—1945 гг.»
- «За кулисами иностранной интервенции в Латвии. 1918—1920»
- «Тайная дипломатия. Буржуазная Латвия в антисоветских планах империалистических держав. 1919—1940».